# Котья
Котья́ (рос. Котья) — присілок у Вавозькому районі Удмуртії, Росія.

## Населення
Населення — 81 особа (2010; 96 в 2002).
Національний склад (2002):
- росіяни — 62 %
- удмурти — 38 %

## Господарство
У присілку є фельдшерсько-акушерський пункт.
Урбаноніми:
- вулиці — Річкова